# 利文斯頓 (伊利諾伊州)
利文斯頓（英語：Livingston）是位於美國伊利諾伊州麥迪遜縣的一個村落。

## 地理
利文斯頓的座標為38°58′02″N 89°45′45″W / 38.96722°N 89.76250°W，而該地最高點為海拔高度180米（即591英尺）。

## 人口
根據2010年美國人口普查的數據，利文斯頓的面積為2.76平方千米，當中陸地面積為2.73平方千米，而水域面積為0.03平方千米。當地共有人口858人，而人口密度為每平方千米310人。